# Faisal bin Turki I Al Saud

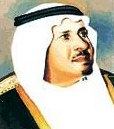
Faisal bin Turki I Al Saud

Prinz Faisal bin Turki bin Abdulaziz Al Saud (arabisch فيصل بن تركي الأول آل سعود, DMG Fayṣal b. Turkī b. ʿAbd al-ʿAzīz Āl Saʿūd; * 1920 in Riad; † 29. November 1968 in Riad) war Innenminister Saudi-Arabiens und Mitglied der Saudi-Dynastie.

## Leben
Faisal wurde vermutlich 1920 geboren und ist der einzige Sohn von Turki I bin Abdulaziz Al Saud. Dieser starb bereits 1919 an der Spanischen Grippe, einer zur damaligen Zeit tödlichen Epidemie. Faisals Vater Turki (I) war ältester Sohn des späteren Königs Abdulaziz, dem Staatsgründer Saudi-Arabiens, der auch als Ibn Saud bekannt ist. Faisal ist außerdem ältester Enkel von Ibn Saud. Faisals Mutter, Nura bint Ubayd bin Hamoud Al Raschid, stammt aus der Dynastie der Raschiden, welche von der Saudi-Dynastie im Kampf um die Vorherrschaft über die arabische Halbinsel 1921 endgültig besiegt und unterworfen wurde.
Aufgrund des frühen Todes seines Vaters wurde Faisal mit der Familie seines Onkels, dem späteren König Saud, aufgezogen und stand diesem dementsprechend näher als seinen anderen Onkeln. Saud war zum Zeitpunkt von Faisals Geburt der einzige lebende Vollbruder von Turki (I).
Obwohl Faisals Vater, Turki (I), als wahrscheinlichster Nachfolger von Ibn Saud gesehen wurde, galt dies nach dessen Tod nicht auch für Faisal. So war es bei der Saudi-Dynastie wie auch in anderen arabischen Stammesdynastien unüblich, eine klare Thronfolge zu haben. Ihn als Baby zum Erben zu ernennen hätte Instabilität verursacht und war deshalb keine Option für seinen Großvater Ibn Saud, den damaligen Herrscher über das Emirat Nadsch, den Vorgängerstaat des Königreichs Saudi-Arabien. Stattdessen legte Ibn Saud später das Senioratsprinzip als Regelung für die saudische Thronfolge fest, weshalb Faisal auch später kein Kandidat für die Thronfolge war.

Während dem Machtkampf zwischen König Saud und dem späteren König Faisal war er ein Unterstützer Sauds, der 1964 zur Abdankung gezwungen wurde. 1961 wurde er von Saud zum Minister für Arbeit und Soziales ernannt. 1962 folgte die Beförderung zum Innenminister. Im gleichen Jahr wurde er in diesem Amt allerdings durch einen weiteren Onkel, dem späteren König Fahd, ersetzt. Faisal war außerdem Berater des Ministers für Erdöl und Bodenschätze. Er starb 1968 in Riad.

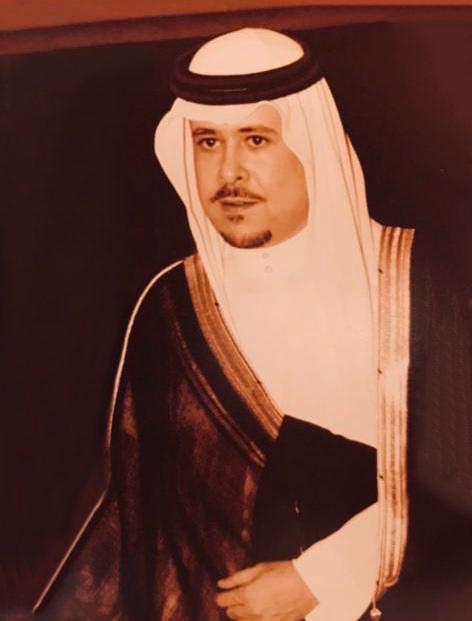
Faisal bin Turki Al Saud (2019), gleichnamiger Enkel von Faisal bin Turki I Al Saud sowie Bruder von Fahd bin Turki Al Saud

## Familie
Faisal hatte im Laufe seines Lebens mehrere Ehefrauen. Darunter sind Jawza bint Mohammed bin Thamir Al Wajaan und Ammousha bint Ubayd bin Abdullah Al Raschid, die wie Faisals Mutter auch aus dem Clan der Raschiden stammt. Faisal war außerdem mit Hussa, einer Tochter von König Saud, verheiratet. Faisal ist Vater von fünf Söhnen und fünf Töchtern.
Sein Sohn Turki starb 2009 im Alter von 58 Jahren und war mit Sara, einer anderen Tochter König Sauds, verheiratet. Dessen Sohn Fahd bint Turki Al Saud war von 2017 bis 2025 Vizegouverneur der Provinz al-Qasim. Ein weiterer Sohn ist der 2019 verstorbene Abdullah, der einen Sitz im saudischen Thronfolgerat innehatte. Abdullahs Mutter ist Jawza bint Mohammed bin Thamir Al Wajaan. Abdullah war mit Hussa, einer Tochter König Khalids, verheiratet.
Faisals Tochter Sara ist mit Mischal bin Saud, dem Vater des Gouverneurs der Provinz al-Qasim Faisal bin Mischal bin Saud Al Saud, verheiratet.